# Sigismund Freyer
Sigismund Freyer (Nysa, Silèsia, 22 de gener de 1881 - ?) va ser un genet alemany que va competir a començaments del segle xx.
El 1912 va prendre part en els Jocs Olímpics d'Estocolm, on va guanyar la medalla de bronze en la prova de salts d'obstacles per equips del programa d'hípica, formant equip amb Wilhelm von Hohenau, Ernst Deloch i Friedrich Karl de Prússia, amb el cavall Ultimus; mentre en la prova individual fou cinquè.